# وليم آلورد
وليم بن آلورد البروسي ( 1828 - 1909 م ) هو مستشرق ألماني. اسمه الأصلي فلهلم ألْفَرت (بالألمانية: Wilhelm Ahlwardt)

## آثاره
- «العقد الثمين في دواوين الشعراء الستة الجاهليين» (لندن 1870).
- «مجموع أشعار العرب» في ثلاثة أجزاء.
- «فهرس المخطوطات العربية في مكتبة برلين الوطنية» (برلين 1887- 1899).[4]